# Liste der Kulturgüter in Bern/Mattenhof-Weissenbühl
Die Liste der Kulturgüter in Bern/Mattenhof-Weissenbühl enthält alle Objekte im Stadtteil III, Mattenhof-Weissenbühl von Bern, die gemäss der Haager Konvention zum Schutz von Kulturgut bei bewaffneten Konflikten, dem Bundesgesetz vom 20. Juni 2014 über den Schutz der Kulturgüter bei bewaffneten Konflikten sowie der Verordnung vom 29. Oktober 2014 über den Schutz der Kulturgüter bei bewaffneten Konflikten unter Schutz stehen.
Objekte der Kategorien A und B sind vollständig in der Liste enthalten, Objekte der Kategorie C fehlen zurzeit (Stand: 1. Januar 2023). Unter übrige Baudenkmäler sind Objekte zu finden, die im Bauinventar der Stadt Bern als «schützenswert» verzeichnet sind.

## Kulturgüter
| Foto | | Objekt | Kat. | Typ | Standort                                                | Beschreibung |
| ---- | --- | --- | ---- | --- | ------------------------------------------------------- | --- |
| BW   | Datei hochladen | Historisches Unternehmensarchiv der Schweizerischen Mobiliar KGS-Nr.: 00240                                 | A    | S   | Bundesgasse 35 599953 / 199401                          | Sammlung physischer Akten, Fotografien, Filme, Pläne und diverser Gegenstände (Versicherungsschilder, Marketing- und Werbeartikel) der Schweizerischen Mobiliar. |
| ja   | Datei hochladen · Wikidata zu Verwaltungsgebäude Monbijoustrasse 40 in Bern (Q19362476)                                          | Eidgenössische Zollverwaltung (inzwischen umgenutzt durch andere Teile der Bundesverwaltung) KGS-Nr.: 00686 | A    | G   | Monbijoustrasse 40 599766 / 199016                      | 1951/52 von Hans und Gret Reinhard erbauter, ehemaliger Hauptsitz der Eidgenössischen Zollverwaltung. Bestehend aus zwei langen Hauptbaukörpern in abgewinkelter Anordnung, die nur locker miteinander verbunden sind. Nördlicher Flügel siebengeschossig, südlicher Flügel sechsgeschossig. Gilt als einer der exemplarischen und qualitätsvollsten Bauten der Nachkriegsmoderne.                                |
| ja   | Datei hochladen · Wikidata zu Loryspital (Q19362503)                                                                             | Loryspital KGS-Nr.: 00712                                                                                   | A    | G   | Freiburgstrasse 41 598686 / 199352                      | 1929/30 von Otto Brechbühl und Otto Salvisberg im Stil der Moderne erbautes Spitalgebäude inmitten einer Gartenanlage. Nordseitig geschlossener, dreigeschossiger und streng rechteckiger Baukörper unter schwach geneigtem Walmdach, südseitig horizontale Schichtung durch fassadenlange auskragende Balkonplatten mit massiven Brüstungen.                                                                     |
| ja   | Datei hochladen · Wikidata zu Schloss Holligen (Q2241642)                                                                        | Schloss Holligen KGS-Nr.: 00721                                                                             | A    | G   | Holligenstrasse 44-46 598470 / 199161                   | Um 1470 im Auftrag von Niklaus II. von Diesbach errichtetes Schloss, 1765 im spätbarocken Stil umgebaut. Der westseitige Wohntrakt mit Treppenturm stammt aus der Mitte des 16. Jahrhunderts. Um 1800 durch zwei Gartenpavillons von Johann Daniel Osterrieth ergänzt. Südseitig angebautes Peristyl aus der zweiten Hälfte des 19. Jahrhunderts. Ausgedehnter Park mit Einfriedungsmauern und altem Baumbestand. |
| ja   | Datei hochladen · Wikidata zu Suva-Haus (Q19362515)                                                                              | SUVA-Haus KGS-Nr.: 00730                                                                                    | A    | G   | Laupenstrasse 9, 11 / Seilerstrasse 3 599803 / 199546   | In den Jahren 1930 bis 1932 von Otto Salvisberg und Otto Brechbühl erbauter Geschäftssitz der Schweizerischen Unfallversicherungsanstalt. Fünfgeschossiger Stahlbetonbau mit zurückversetztem Attikageschoss und nach innen geneigtem Flachdach. Die Strassenfront ist abgerundet und wird seitlich von zwei Treppenhäusern flankiert. Gilt als das markanteste Geschäftshaus der Moderne in Bern.                |
| ja   | Datei hochladen · Wikidata zu Bundeskunstsammlung (BKS) (Q19362471)                                                              | Bundeskunstsammlung KGS-Nr.: 08470                                                                          | A    | S   | Monbijoustrasse 51a 599804 / 198966                     | Die Bundeskunstsammlung umfasst mit rund 22'500 Kunstwerken eine der wichtigsten Sammlungen zur Schweizer Kunst seit dem 19. Jahrhundert. |
| ja   | Datei hochladen · Wikidata zu Lichtspiel / Kinemathek Bern (Q681911)                                                             | Lichtspiel-Kinemathek KGS-Nr.: 08488                                                                        | A    | S   | Sandrainstrasse 3 600270 / 198822                       | Kinemathek mit über 15'000 Filmrollen. Der Schwerpunkt der Sammlung liegt auf regionalen Amateur-, Dokumentar- und Unterrichtsfilmen. Die dazu gehörende Bibliothek beherbergt, neben diverser Literatur zum Film, insbesondere zahlreiche Schweizer Filmzeitschriften. |
| ja   | Datei hochladen · Wikidata zu Berner Designstiftung (ehemals Bernische Stiftung für angewandte Kunst und Gestaltung) (Q19362470) | Berner Designstiftung KGS-Nr.: 08559                                                                        | A    | S   | Morillonstrasse 87 599793 / 197803                      | Förderung und Vermittlung zeitgenössischen Designs aus dem Kanton Bern und Betreuung der kantonalen Sammlung angewandter Kunst (ehemals Bernische Stiftung für angewandte Kunst und Gestaltung). Domiziliert in der Campagne Bellevue. |
| ja   | Datei hochladen · Wikidata zu Gottfried Keller-Stiftung (Q260102)                                                                | Eidgenössische Gottfried-Keller-Stiftung KGS-Nr.: 08612                                                     | A    | S   | Monbijoustrasse 45 599814 / 199036                      | 1890 von Lydia Welti-Escher gegründete Stiftung, die sich der Förderung und dem Erhalt der bildenden Kunst in der Schweiz widmet. |
| ja   | Datei hochladen · Wikidata zu Schweizerischer Gewerkschaftsbund (SGB), Archiv (Q27479805)                                        | Schweizerischer Gewerkschaftsbund KGS-Nr.: 08821                                                            | A    | S   | Monbijoustrasse 61 599800 / 198917                      | Vollständige Archivmaterialien des Schweizerischen Gewerkschaftsbundes seit seiner Gründung im Jahr 1880. |
| BW   | Datei hochladen · Wikidata zu Schweizer Radio und Fernsehen, Schweizer Radio DRS, D+A (vgl. auch Basel und Zürich) (Q19362506)   | Schweizer Radio und Fernsehen, Dokumentation und Archiv KGS-Nr.: 14947                                      | A    | S   | Schwarztorstrasse 21 599703 / 199116                    | Archiv des Studios Bern von Schweizer Radio und Fernsehen. |
| ja   | Datei hochladen · Wikidata zu Verwaltungsgebäude (Q126511412)                                                                    | Verwaltungsgebäude KGS-Nr.: 16934                                                                           | A    | G   | Sulgeneckstrasse 70 600146 / 198830                     | 1974/75 von Itten + Brechbühl erbautes Verwaltungsgebäude in Skelettbauweise der Spätmoderne mit brutalistischen Tendenzen. Allseitig sehr transparente Fassade mit eingerückten unteren Geschossen und auskragenden Obergeschossen, aufgelockert durch feine Stahlstützen und die daran befestigten Abflussrohre.                                                                                                |
| ja   | Datei hochladen · Wikidata zu Brunnenpumphaus (Q29651666)                                                                        | Brunnenpumphaus KGS-Nr.: 00675                                                                              | B    | G   | Brunnmattstrasse 10 599102 / 199477                     | 1585 für die Berner Trinkwasserversorgung errichtetes Pumphaus, angetrieben durch einen vom Stadtbach hierher geleiteten Kanal. Einstellung des Betriebs 1911, heute Nutzung als Kindergarten. Rechteckiger Riegelbau auf gemauertem Sockelgeschoss mit hohem Teilwalmdach. |
| ja   | Datei hochladen · Wikidata zu Ehemaliges Gebäude Schweizer Mobiliar (Q29651694)                                                  | Gebäude der Schweizerischen Mobiliar KGS-Nr.: 00690                                                         | B    | G   | Schwanengasse 14 / Bundesgasse 33 600036 / 199409       | 1896 bis 1899 von Lindt & Hünerwadel erbautes Verwaltungsgebäude der Versicherungsgesellschaft Schweizerische Mobiliar. Zweimal abgewinkelter, mächtiger viergeschossiger Bau mit Mansarddach sowie Eck- und Mittelrisaliten, die in der Dachzone durch spitze Helme ausgezeichnet sind. Neobarocke Sandsteinfassaden mit Blendbögen und üppigen schwungvollen Detailformen der Bauplastik.                       |
| ja   | Datei hochladen · Wikidata zu Glurhaus (Q29651695)                                                                               | Glurhaus KGS-Nr.: 00692                                                                                     | B    | G   | Marzilistrasse 1 / Weihergasse 17–17a 600361 / 199329   | Im Kern aus dem späten 16. Jahrhundert stammendes Wohn- und Geschäftshaus, prägender Umbau in den Jahren 1743/44. Aus Sandsteinquadern bestehender, giebelständiger Bau unter hohem geknicktem Viertelwalmdach. Im Giebelfeld zwei Œil-de-bœuf-Fenster, seitliche Lauben durch mehrere Anbauten erweitert, Wendeltreppe an der nördlichen Längsseite.                                                             |
| ja   | Datei hochladen · Wikidata zu Katholische Dreifaltigkeitskirche mit Pfarrhaus und Pfarreiheim "La Prairie" (Q1257641)            | Katholische Dreifaltigkeitskirche mit Pfarrhaus und Pfarreiheim "La Prairie" KGS-Nr.: 00698                 | B    | G   | Taubenstrasse 4, 6 / Sulgeneckstrasse 7 600058 / 199340 | In den Jahren 1896 bis 1898 nach Plänen von Heinrich Viktor von Segesser erbautes römisch-katholisches Kirchengebäude. Dreischiffige, neuromanische Basilika mit Dreiapsidenchor und hohem Flankenturm, stark von der Kirche San Zeno Maggiore in Verona inspiriert. Daran angebaut ist das vom selben Architekten stammende Pfarrhaus.                                                                           |
| ja   | Datei hochladen · Wikidata zu Städtische Mädchenschule (Q29651734)                                                               | Städtische Mädchenschule KGS-Nr.: 00726                                                                     | B    | G   | Sulgeneckstrasse 26 599913 / 199180                     | 1897 nach Plänen von Gottlieb Streit erbautes Schulgebäude. Langer, vielachsiger Sichtbacksteinbau mit drei Geschossen und Risaliten unter Walmdächern. Fenster in Dreiergruppen, Pilaster und Sgraffito akzentuieren die strenge Symmetrie. Gehört zu den eindrücklichsten Berner Schulgebäuden des Historismus.                                                                                                 |
| ja   | Datei hochladen · Wikidata zu Synagoge (Q2374965)                                                                                | Synagoge KGS-Nr.: 00731                                                                                     | B    | G   | Kapellenstrasse 2 599929 / 199233                       | Synagoge der Israelitischen Kultusgemeinde Bern, 1905/06 von Eduard Rybi im maurischen Stil erbaut. Der geostete Bau mit symmetrischer zweigeschossiger Strassenfassade fällt durch seine Farbigkeit und ungewohnte Formensprache auf, wodurch er einen Akzent in das ansonsten wenig organisierte Strassenbild setzt.                                                                                            |
| ja   | Datei hochladen · Wikidata zu Florabrunnen (Q29651741)                                                                           | Tempelchen (Rotonda) KGS-Nr.: 00732                                                                         | B    | G   | Sulgeneckstrasse / Schwarztorstrasse 599896 / 199084    | Für die Schweizerische Landesausstellung 1914 von Otto Roos erbauter Rundsäulentempel mit halbseitig umlaufendem Brunnen und Florastatue des Bildhauers Jakob August Heer. |
| ja   | Datei hochladen · Wikidata zu Villette-Villen (Landhof und Turmbau) (Q29651748)                                                  | Villette-Villen (Landhof und Turmbau) KGS-Nr.: 00739                                                        | B    | G   | Laupenstrasse 41–49 599368 / 199580                     | 1846/47 wahrscheinlich von Rudolf Stettler erbaute Villen nach gemeinsamen Plan und mit fast identischen Merkmalen. Zwei- bzw. dreigeschossige Gebäude im klassizistischen Stil mit flachen, ausladenden Walmdächern und symmetrischen Fassaden. Zur Gesamtanlage gehört ein weiter Grünraum mit altem Baumbestand.                                                                                               |
| ja   | Datei hochladen · Wikidata zu Heilsarmee Museum und Archiv (Q27479795)                                                           | Heilsarmee-Museum KGS-Nr.: 08606                                                                            | B    | S   | Laupenstrasse 5 599880 / 199552                         | Das Museum und das dazu gehörende Archiv der Stiftung Heilsarmee Schweiz, Österreich, Ungarn ist für die Bewahrung von Dokumenten und Objekten verantwortlich und dient zur historischen Dokumentation. |
| ja   | Datei hochladen · Wikidata zu Reformierte Inselkapelle (Q66776685)                                                               | Reformierte Inselkapelle KGS-Nr.: 17175                                                                     | B    | G   | Kreuzmattgasse 20 598859 / 199730                       | 1906 nach Plänen von Karl Indermühle erbaute reformierte Kapelle in ländlich-romantischem Stil auf der Kuppe des Friedhofshügels. Die verputzte, massiv gebaute Saalkirche steht auf Sockelmauern aus Tuffstein, erhebt sich über einem längsrechteckigem, dreijochigem Grundriss und schliesst mit steilem Satteldach ab.                                                                                        |
| ja   | Datei hochladen · Wikidata zu Friedenskirche (Q1456767)                                                                          | Reformierte Friedenskirche KGS-Nr.: 17176                                                                   | B    | G   | Friedensstrasse 9 598809 / 198946                       | Das in den Jahren 1917 bis 1920 von Karl Indermühle erbaute reformierte Kirchengebäude ist ein einfacher Rechteckbau unter Walmdach, mit Frontturm und Portikus mit sechs ionischen Säulen sowie einem Turm mit offenem Glockengeschoss und flachem Pyramidendach. |
| ja   | Datei hochladen · Wikidata zu Elisabethenkapelle Inselspital (Q66771567)                                                         | Katholische Inselkapelle KGS-Nr.: 17179                                                                     | B    | G   | Kreuzmattgasse 16 598879 / 199704                       | 1961/62 von Walter Rigert erbaute römisch-katholische Kapelle. Sichtbetonbau mit Flachdach über hexagonalem Grundriss. Lamellenartige enge Raster von Fassadenstützen aus Beton und Ausfachungen mit Glasfenstern von Max von Mühlenen lassen zweiseitig gefiltertes Licht in den Raum fliessen. |
| ja   | Datei hochladen | Schulanlage Steigerhubel KGS-Nr.: 17185                                                                     | B    | G   | Steigerhubelstrasse 49–65 597951 / 199457               | Der in den Jahren 1952 bis 1959 etappenweise durch Hans und Gret Reinhard erbaute Gebäudekomplex ist eine ausgedehnte multifunktionale Anlage mit einem dreigeschossigen Mittelschulgebäude, vier Primarschulhäusern, Turnhallen, Kirchgemeindehaus und Abwartsgebäude, die teilweise durch gedeckte Passerellen miteinander verbunden sind.                                                                      |
| ja   | Datei hochladen | Villa Frisching mit Kocherpark KGS-Nr.: 17186                                                               | B    | G   | Schlösslistrasse 5 599527 / 199534                      | Kurz vor 1830 errichtetes klassizistisches Landhaus, 1880 durch Louis-Frédéric de Rutté zu einer Villa im neubarocken Stil umgebaut. Der verputzte Massivbau unter Mansarddach mit fünfachsiger Südfront und zweigeschossigem, dreiteiligem Mittelrisalit steht am nördlichen Rand des Kocherparks. |
| ja   | Datei hochladen · Wikidata zu Krematorium Bremgartenfriedhof (Q93903737)                                                         | Krematorium Bremgartenfriedhof KGS-Nr.: 17190                                                               | B    | G   | Weyermannsstrasse 1 598400 / 199854                     | 1907/08 erbautes Krematorium mit Erweiterungen von 1916, 1931 und 1935. In Formen des Jugendstils gehaltene Baukörper über rechteckförmigem Grundriss und mit ins Expressive gesteigerten Kaminschloten, umstellt von U-förmiger Urnenhalle. Die Gesamtanlage ist sowohl aus kultur- und religionsgeschichtlicher als auch aus kunsthistorischer Sicht wertvoll.                                                  |
| ja   | Datei hochladen | Siedlung Aarhalden KGS-Nr.: 17193                                                                           | B    | G   | Aarhaldenstrasse 19–41 600734 / 197901                  | 1971/72 von Willy Pfister erbaute, aus elf Einfamilienhäusern bestehende Wohnsiedlung. Fünf strassenseitig platzierte Einheiten sind als gestaffelte Patiohäuser mit kleinem Innenhof ausgebildet, die übrigen sind dem Terrainverlauf folgend entlang der Aare angeordnet. |
| ja   | Datei hochladen | Wohnhochhäuser KGS-Nr.: 17196                                                                               | B    | G   | Holligenstrasse 101, 109, 121 598204 / 198515           | Drei in den Jahren 1960/61 nach Plänen von Willi Althaus errichtete Wohnhochhäuser, die sich deutlich von der umgebenden Landschaft abheben. Prismenförmige, auf Pylonen stehende Betonskelettbauten mit Sichtbacksteinfassaden und vom zentralen Doppel-Liftschacht aus erschlossene Geschosse. |

## Übrige Baudenkmäler
Hinweis: Anstelle der KGS-Nummer wird als Objekt-Identifikator (ID) die Grundstücksnummer verwendet.
| ID | Foto |                                                                               | Objekt                                                                             | Typ | Standort | Beschreibung |
| --- | ---- | ----------------------------------------------------------------------------- | ---------------------------------------------------------------------------------- | --- | --- | --- |
| 1 | BW   | Datei hochladen                                                               | Mietshaus (1865)                                                                   | G   | Laupenstrasse 7 599847 / 199555 | |
| 2; 2262                                                                                                 | BW   | Datei hochladen                                                               | Mietshäuser (1864/65)                                                              | G   | Hirschengraben 2, 6 599910 / 199543 | |
| 6 | BW   | Datei hochladen                                                               | Wohn- und Geschäftshaus (1864/65)                                                  | G   | Hirschengraben 8 599911 / 199498 | |
| 7 | BW   | Datei hochladen                                                               | Wohn- und Geschäftshaus (1864/65)                                                  | G   | Hirschengraben 10 599905 / 199478 | |
| 12 | BW   | Datei hochladen                                                               | Villa Laupeneck (1902/03)                                                          | G   | Laupenstrasse 33 599510 / 199567 | |
| 14 | BW   | Datei hochladen                                                               | Ehemaliges Stall- und Dienstengebäude (um 1850)                                    | G   | Laupenstrasse 47 599344 / 199582 | |
| 16 | ja   | Datei hochladen · Wikidata zu Äusserer Laupenstrassebrunnen (Q56605171)       | Brunnen (1846)                                                                     | K   | Laupenstrasse NN 599393 / 199590 | |
| 47 | BW   | Datei hochladen                                                               | Reihenmietshäuser (1876)                                                           | G   | Belpstrasse 47–51 599482 / 199059 | |
| 62; 63; 64; 65                                                                                          | BW   | Datei hochladen                                                               | Vierteilige Einfamilienhausreihe (1877)                                            | G   | Schwarztorstrasse 28; 30; 32; 34 599641 / 199210 | |
| 94; 95; 96; 99; 100; 102; 103                                                                           | BW   | Datei hochladen                                                               | Reiheneinfamilienhäuser (1887/88)                                                  | G   | Effingerstrasse 50, 52, 54, 56, 58, 60 / Zieglerstrasse 19 599331 / 199449                                                                           | |
| 108 | ja   | Datei hochladen                                                               | Bürohaus (1943/44)                                                                 | G   | Effingerstrasse 27 599577 / 199413 | |
| 112 | BW   | Datei hochladen                                                               | Büro- und Geschäftshaus (1949/50)                                                  | G   | Belpstrasse 48 599426 / 199023 | |
| 120; 121; 122; 123; 124                                                                                 | BW   | Datei hochladen                                                               | Fünfteilige Einfamilienhausreihe (1889)                                            | G   | Schwarztorstrasse 37, 39, 41, 43, 45 599567 / 199213                                                                                                 | |
| 144 | BW   | Datei hochladen                                                               | Hallenbad Sommerleist (1929)                                                       | G   | Maulbeerstrasse 14 599810 / 199502 | |
| 169 | BW   | Datei hochladen                                                               | Wohnhaus (1893)                                                                    | G   | Belpstrasse 24 599513 / 199233 | |
| 173; 174; 175; 176                                                                                      | BW   | Datei hochladen                                                               | Mietshausreihe (1893)                                                              | G   | Gartenstrasse 4, 6, 8 / Zieglerstrasse 26 599284 / 199362                                                                                            | |
| 201 | BW   | Datei hochladen                                                               | Mietshaus (1895)                                                                   | G   | Effingerstrasse 51, 53 599277 / 199393 | |
| 206 | BW   | Datei hochladen                                                               | Villa (1895/96)                                                                    | G   | Zieglerstrasse 44 599335 / 199164 | |
| 231 | BW   | Datei hochladen                                                               | Mietshausreihe (1896)                                                              | G   | Brunnhofweg 18–26 599252 / 199117 | |
| 244 | BW   | Datei hochladen                                                               | Magazingebäude (1897)                                                              | G   | Gutenbergstrasse 50 599558 / 199090 | |
| 253; 254                                                                                                | BW   | Datei hochladen                                                               | Doppelwohnhaus (1897)                                                              | G   | Mattenhofstrasse 28, 30 599309 / 199169 | |
| 259 | BW   | Datei hochladen                                                               | Reihenmietshaus (1896/97)                                                          | G   | Gutenbergstrasse 12 599751 / 199326 | |
| 263 | BW   | Datei hochladen                                                               | Mehrfamilienhaus (1899/1900)                                                       | G   | Effingerstrasse 13 599761 / 199399 | |
| 264 | ja   | Datei hochladen                                                               | Mehrfamilienhaus (1899/1900)                                                       | G   | Effingerstrasse 11 599771 / 199401 | |
| 265 | BW   | Datei hochladen                                                               | Wohnhaus mit Ladengeschäften (1900)                                                | G   | Effingerstrasse 9 599784 / 199399 | |
| 266 | ja   | Datei hochladen                                                               | Mietshaus (1899)                                                                   | G   | Eigerplatz 1, 3 599437 / 198927 | |
| 268 | BW   | Datei hochladen                                                               | Wohn- und Geschäftshaus (1901)                                                     | G   | Belpstrasse 73 599429 / 198946 | |
| 269 | BW   | Datei hochladen                                                               | Wohn- und Geschäftshaus (1901)                                                     | G   | Belpstrasse 71 599435 / 198958 | |
| 270 | BW   | Datei hochladen                                                               | Wohn- und Geschäftshaus (1901)                                                     | G   | Belpstrasse 69 599442 / 198973 | |
| 271; 273; 276; 277                                                                                      | BW   | Datei hochladen                                                               | Mietshäuser (1901)                                                                 | G   | Gutenbergstrasse 4, 6, 8, 10 599765 / 199355 | |
| 275; 285; 304                                                                                           | BW   | Datei hochladen                                                               | Reihenmietshäuser (1901/02)                                                        | G   | Mühlemattstrasse 66, 68, 70 599468 / 198951 | |
| 278 | ja   | Datei hochladen                                                               | Ehemalige Parkett- und Chaletfabrik (1896)                                         | G   | Sulgenbachstrasse 18 599540 / 198926 | |
| 281 | BW   | Datei hochladen                                                               | Villa (1902)                                                                       | G   | Zieglerstrasse 7 599277 / 199596 | |
| 282 | BW   | Datei hochladen                                                               | Villa (1902)                                                                       | G   | Zieglerstrasse 9 599282 / 199566 | |
| 288; 289; 290                                                                                           | BW   | Datei hochladen                                                               | Mietshausreihe (1902/03)                                                           | G   | Laupenstrasse 53; 55; 57 599280 / 199628 | |
| 305 | ja   | Datei hochladen                                                               | Mietshaus (1904)                                                                   | G   | Monbijoustrasse 20 599809 / 199270 | |
| 306; 322                                                                                                | BW   | Datei hochladen                                                               | Mietshäuser (1904)                                                                 | G   | Kapellenstrasse 10, 12 599774 / 199289 | |
| 309 | BW   | Datei hochladen                                                               | Mietshaus (1907/08)                                                                | G   | Schwarztorstrasse 26 599663 / 199194 | |
| 311 | BW   | Datei hochladen                                                               | Reihenmietshaus (1904)                                                             | G   | Mühlemattstrasse 64 599477 / 198973 | |
| 313; 314; 315; 316; 317; 318                                                                            | BW   | Datei hochladen                                                               | Reihenmietshäuser (1905)                                                           | G   | Gutenbergstrasse 18, 20, 22, 24, 26 / Kapellenstrasse 9 599702 / 199246                                                                              | |
| 325 | ja   | Datei hochladen                                                               | Wohnhaus (1907)                                                                    | G   | Monbijoustrasse 14 599830 / 199313 | |
| 326; 327; 338; 339                                                                                      | BW   | Datei hochladen                                                               | Reihenmietshäuser (1906)                                                           | G   | Gutenbergstrasse 7, 9, 11, 13 599788 / 199337 | |
| 328 | BW   | Datei hochladen                                                               | Wohnhaus (1866)                                                                    | G   | Mattenhofstrasse 41 599160 / 199203 | |
| 329 | BW   | Datei hochladen                                                               | Eckbau einer Blockrandbebauung (1909/10)                                           | G   | Effingerstrasse 1, 3 599854 / 199394 | |
| 329; 330                                                                                                | ja   | Datei hochladen                                                               | Zwei Mietshäuser (1906)                                                            | G   | Monbijoustrasse 6, 8 599855 / 199369 | |
| 351; 352; 353                                                                                           | BW   | Datei hochladen                                                               | Mietshäuser (1909)                                                                 | G   | Gutenbergstrasse 1, 3, 5 599812 / 199385 | |
| 359 | BW   | Datei hochladen                                                               | Villa (1909)                                                                       | G   | Zieglerstrasse 8 599242 / 199585 | |
| 372 | BW   | Datei hochladen                                                               | Wohnhaus (1910/11)                                                                 | G   | Effingerstrasse 8 599814 / 199433 | |
| 375; 376; 377; 378; 379                                                                                 | BW   | Datei hochladen                                                               | Reihenmietshäuser (1910/11)                                                        | G   | Effingerstrasse 2, 4, 6, 4a, 6a 599860 / 199432 | |
| 380 | ja   | Datei hochladen · Wikidata zu Hotel National (Q112013465)                     | Hotel National (1911/12)                                                           | G   | Hirschengraben 24 599886 / 199448 | |
| 381 | BW   | Datei hochladen                                                               | Wohn- und Geschäftshaus (1911–1913)                                                | G   | Maulbeerstrasse 9 599819 / 199471 | |
| 385; 386; 418; 419; 427; 428                                                                            | ja   | Datei hochladen                                                               | Reihenmietshaus (1910–1913)                                                        | G   | Monbijoustrasse 24, 26, 28, 30, 32, 34 599771 / 199188                                                                                               | |
| 387 | ja   | Datei hochladen                                                               | Reihenmietshaus (1910)                                                             | G   | Monbijoustrasse 36 599749 / 199151 | |
| 388; 389                                                                                                | BW   | Datei hochladen                                                               | Mietshäuser (1910)                                                                 | G   | Schwarztorstrasse 18, 20 599720 / 199165 | |
| 391 | BW   | Datei hochladen                                                               | Eckbau einer Blockrandbebauung (1910)                                              | G   | Gutenbergstrasse 33 599698 / 199177 | |
| 393 | BW   | Datei hochladen                                                               | Einfamilienhaus (1910/11)                                                          | G   | Choisystrasse 6 599213 / 199576 | |
| 402 | BW   | Datei hochladen                                                               | Meier-Haus (1929)                                                                  | G   | Effingerstrasse 21, 23 599655 / 199404 | |
| 366; 367; 368; 369; 370; 371; 414                                                                       | BW   | Datei hochladen                                                               | Reihenmietshäuser (1910–1912)                                                      | G   | Gutenbergstrasse 19, 21, 23, 25, 27, 29, 31 599732 / 199232                                                                                          | |
| 425 | BW   | Datei hochladen                                                               | Wohnhaus (1914/15)                                                                 | G   | Kapellenstrasse 5 599775 / 199256 | |
| 426 | ja   | Datei hochladen                                                               | Mietshaus (1916)                                                                   | G   | Monbijoustrasse 22 599795 / 199242 | |
| 429; 430                                                                                                | BW   | Datei hochladen                                                               | Doppeleinfamilienhaus (1912)                                                       | G   | Choisystrasse 9, 11 599187 / 199531 | |
| 435 | BW   | Datei hochladen                                                               | Primarschulhaus (1901/03)                                                          | G   | Brunnmattstrasse 16 599092 / 199445 | |
| 465 | BW   | Datei hochladen                                                               | Villa (1918/19)                                                                    | G   | Taubenstrasse 32 600239 / 199402 | |
| 467 | BW   | Datei hochladen                                                               | Wohn- und Gewerbehaus (1869)                                                       | G   | Weihergasse 10 600454 / 199396 | |
| 472 | BW   | Datei hochladen                                                               | Landhaus Hunzikerhübeli (Mitte 19. Jh.)                                            | G   | Sulgeneckstrasse 25 599936 / 199116 | |
| 473 | ja   | Datei hochladen · Wikidata zu Villa (1894/1895) (Q127686751)                  | Villa (1894/95)                                                                    | G   | Sulgeneckstrasse 44, 44a 599933 / 198908 | 1894/95 erbaut von Louis-Frédéric de Rutté                                                                                   |
| 481; 482; 484; 485; 486; 627                                                                            | BW   | Datei hochladen                                                               | Reihenmietshäuser Aarzielehof (1869)                                               | G   | Aarstrasse 102, 104, 106, 108 / Ländteweg 1, 3, 5 600428 / 199228                                                                                    | |
| 489 | BW   | Datei hochladen                                                               | Ehemalige Verwaltung des städtischen Gaswerks (1863/64) mit Gewerbetrakt (1953/54) | G   | Weihergasse 11 / Gasstrasse 4 600412 / 199355 | |
| 491 | BW   | Datei hochladen                                                               | Villa (1912/13)                                                                    | G   | Taubenstrasse 14 600056 / 199189 | |
| 494 | BW   | Datei hochladen                                                               | Bandeli-Haus (16. Jh.)                                                             | G   | Münzrain 3 600607 / 199458 | |
| 496 | ja   | Datei hochladen                                                               | Wohnhaus (1879)                                                                    | G   | Sulgenbachstrasse 9 599618 / 198968 | |
| 499 | BW   | Datei hochladen                                                               | Wohnhaus (um 1860)                                                                 | G   | Münzrain 1 600645 / 199462 | |
| 501 | BW   | Datei hochladen                                                               | Villa (1881)                                                                       | G   | Taubenstrasse 8 600080 / 199325 | |
| 505; 506; 507; 508; 509; 510; 511; 512; 513                                                             | BW   | Datei hochladen                                                               | Einfamilienhausreihe (1881)                                                        | G   | Rainmattstrasse 3, 5, 7, 9, 11, 13, 15, 17, 19 600046 / 199245                                                                                       | |
| 514 | BW   | Datei hochladen                                                               | Doppelwohnhaus (1878/79)                                                           | G   | Rainmattstrasse 1, 1a 600099 / 199296 | |
| 515 | BW   | Datei hochladen                                                               | Doppelwohnhaus (1879/80)                                                           | G   | Taubenstrasse 12 600112 / 199276 | |
| 532 | BW   | Datei hochladen                                                               | Bürogebäude (1954/55)                                                              | G   | Sulgeneckstrasse 19, 19a 599971 / 199145 | |
| 536 | BW   | Datei hochladen                                                               | Villa (1883)                                                                       | G   | Rainmattstrasse 20 599982 / 199232 | |
| 537 | BW   | Datei hochladen                                                               | Landhaus Prairie (1734)                                                            | G   | Sulgeneckstrasse 7 600003 / 199316 | |
| 544; bis 563                                                                                            | BW   | Datei hochladen                                                               | Reiheneinfamilienhaus-Siedlung (1890)                                              | G   | Marzilistrasse 10-22, 10a-22a, 10b, 10c, 22b-e 600355 / 199181                                                                                       | |
| 564 | BW   | Datei hochladen                                                               | Villa Clairmont (1890)                                                             | G   | Sulgenbachstrasse 5 599663 / 198948 | |
| 564 | BW   | Datei hochladen                                                               | Ehemaliges Pförtnerhaus der Villa Clairmont (1891)                                 | G   | Sulgenbachstrasse 5a 599631 / 198995 | |
| 583 | ja   | Datei hochladen                                                               | Mehrfamilienhaus (1901)                                                            | G   | Aarstrasse 98 600482 / 199329 | |
| 584 | ja   | Datei hochladen                                                               | Mietshaus (ehemals) mit Bäckerei (1902)                                            | G   | Monbijoustrasse 23 599831 / 199230 | |
| 585; 386; 387; 388                                                                                      | ja   | Datei hochladen                                                               | Wohn- und Geschäftshäuser (1913)                                                   | G   | Monbijoustrasse 33, 35, 37, 39 599815 / 199143 | |
| 590 | BW   | Datei hochladen                                                               | Verwaltungsgebäude des Elektrizitätswerks (1905/06)                                | G   | Sulgeneckstrasse 18, 22 599951 / 199276 | |
| 593 | ja   | Datei hochladen                                                               | Ehemalige Billardfabrik (1888) mit Anbau (1898/99)                                 | G   | Aarstrasse 96, 96a 600492 / 199360 | |
| 594; 595; 596; 597                                                                                      | ja   | Datei hochladen                                                               | Mietshäuser (1904)                                                                 | G   | Schwarztorstrasse 5, 7, 9, 11 / Monbijoustrasse 43 599839 / 199067                                                                                   | |
| 600; 601                                                                                                | ja   | Datei hochladen                                                               | Mietshäuser (1903)                                                                 | G   | Monbijoustrasse 29, 31 599816 / 199193 | |
| 602 | ja   | Datei hochladen · Wikidata zu Dampfzentrale Bern (Q1158892)                   | Ehemalige Dampfzentrale (1903) mit Anbau (1924)                                    | G   | Marzilistrasse 47 600426 / 198849 | |
| 607 | BW   | Datei hochladen                                                               | Wohnhaus (17. Jh.)                                                                 | G   | Münzrain 4 600466 / 199449 | |
| 608 | BW   | Datei hochladen                                                               | Mehrfamilienhaus (1907)                                                            | G   | Kapellenstrasse 8 599860 / 199253 | |
| 609 | ja   | Datei hochladen                                                               | Mehrfamilienhaus (1907)                                                            | G   | Monbijoustrasse 21 599841 / 199256 | |
| 610 | ja   | Datei hochladen                                                               | Mehrfamilienhaus (1907)                                                            | G   | Monbijoustrasse 19 599848 / 199269 | |
| 611; 612; 613; 614; 615; 616                                                                            | BW   | Datei hochladen                                                               | Reihenhäuser (1908/09)                                                             | G   | Erlenweg 34, 36, 38, 40, 42, 44 600313 / 199037 | |
| 618 | BW   | Datei hochladen                                                               | Turnhalle (1899)                                                                   | G   | Sulgeneckstrasse 26a 599895 / 199207 | |
| 620 | ja   | Datei hochladen                                                               | Reihenhaus (1909)                                                                  | G   | Monbijoustrasse 25 599826 / 199222 | |
| 621 | ja   | Datei hochladen                                                               | Reihenmietshaus (1910)                                                             | G   | Monbijoustrasse 27 599819 / 199205 | |
| 635 | BW   | Datei hochladen                                                               | Reihenmietshäuser (1915/16)                                                        | G   | Erlenweg 14, 16, 18, 20 600253 / 199069 | |
| 636; 665                                                                                                | BW   | Datei hochladen                                                               | drei Mehrfamilienhäuser (1910/11)                                                  | G   | Erlenweg 22, 24, 26 600290 / 199073 | |
| 636 | BW   | Datei hochladen                                                               | Doppelmehrfamilienhaus (1910/11)                                                   | G   | Erlenweg 28, 30 600275 / 199040 | |
| 683 | ja   | Datei hochladen                                                               | Schulhaus Sulgenbach (1868–1870)                                                   | G   | Eigerstrasse 38 599661 / 198785 | |
| 709 | BW   | Datei hochladen                                                               | Altersheim Schönegg (1872)                                                         | G   | Seftigenstrasse 111 600227 / 198036 | |
| 718 | BW   | Datei hochladen                                                               | Mehrfamilienhaus mit Ladengeschäften (1897/98)                                     | G   | Seftigenstrasse 23 599527 / 198575 | |
| 744 | BW   | Datei hochladen                                                               | Wohnhaus (1887/88)                                                                 | G   | Weissenbühlweg 23 599726 / 198511 | |
| 750 | BW   | Datei hochladen                                                               | Villa (1890/91)                                                                    | G   | Seftigenstrasse 9 599547 / 198740 | |
| 752 | ja   | Datei hochladen                                                               | Direktions- und Verwaltungsgebäude (1875)                                          | G   | Sandrainstrasse 17 600209 / 198650 | |
| 752 | ja   | Datei hochladen                                                               | Schopf (um 1880)                                                                   | G   | Sandrainstrasse 33e 600309 / 198500 | |
| 752 | ja   | Datei hochladen                                                               | Werkstattgebäude (1929)                                                            | G   | Sandrainstrasse 17j 600349 / 198612 | |
| 758 | ja   | Datei hochladen                                                               | Wohn- und Gewerbehaus (1893)                                                       | G   | Balmweg 22 599411 / 198504 | |
| 764 | ja   | Datei hochladen                                                               | Villa Trachsel (1894)                                                              | G   | Seftigenstrasse 2 599435 / 198792 | |
| 768 | BW   | Datei hochladen                                                               | Villa (1894/95)                                                                    | G   | Seftigenstrasse 6 599443 / 198740 | |
| 770; 771; 772; 773                                                                                      | BW   | Datei hochladen                                                               | vier Reihenhäuser (1893/94)                                                        | G   | Beaumontweg 1 / Werdtweg 8, 10, 12 599282 / 198665                                                                                                   | |
| 779; 780                                                                                                | BW   | Datei hochladen                                                               | Doppelmehrfamilienhaus (1893/94)                                                   | G   | Weissensteinstrasse 81, 83 599375 / 198505 | |
| 781; 940                                                                                                | BW   | Datei hochladen                                                               | Doppelwohnhaus (1894)                                                              | G   | Balmweg 7 / Seftigenstrasse 18 599462 / 198595 | |
| 818; 819                                                                                                | BW   | Datei hochladen                                                               | Villen (1896/97)                                                                   | G   | Sulgenauweg 8, 10 599659 / 198675 | |
| 824 | BW   | Datei hochladen                                                               | Villenartiges Wohnhaus (1897/98)                                                   | G   | Sulgenauweg 7 599708 / 198695 | |
| 851 | ja   | Datei hochladen                                                               | Wohnhaus (1898)                                                                    | G   | Friedheimweg 17 599963 / 198343 | |
| 874; 875; 876; 877                                                                                      | BW   | Datei hochladen                                                               | Reihenmietshäuser (1899/1900)                                                      | G   | Graffenriedweg 10, 12, 14, 16 599468 / 198519 | |
| 882; 883                                                                                                | BW   | Datei hochladen                                                               | Doppelmehrfamilienhaus (1899/1900)                                                 | G   | Sulgenauweg 22, 24 599701 / 198586 | |
| 884; 887; 888; 889                                                                                      | BW   | Datei hochladen                                                               | Mehrfamilienhauszeile (1899)                                                       | G   | Bürkiweg 11 / Seftigenstrasse 10, 10a, 10b 599462 / 198696                                                                                           | |
| 885 | BW   | Datei hochladen                                                               | Wohnhaus (1901)                                                                    | G   | Holzikofenweg 14 599650 / 198430 | |
| 892 | ja   | Datei hochladen                                                               | Mehrfamilienhaus (1898)                                                            | G   | Monbijoustrasse 99 599835 / 198554 | |
| 893; 894; 895                                                                                           | BW   | Datei hochladen                                                               | Reihenwohnhäuser (1899/1900)                                                       | G   | Landhausweg 3, 5, 7 599640 / 198402 | |
| 899 | BW   | Datei hochladen                                                               | Wohn- und Geschäftshaus (1965/66)                                                  | G   | Morillonstrasse 11 599800 / 198312 | |
| 902 | BW   | Datei hochladen                                                               | Mehrfamilienhaus (1900)                                                            | G   | Wabernstrasse 38 599917 / 198626 | |
| 906; 907; 908; 909                                                                                      | BW   | Datei hochladen                                                               | Mehrfamilienhauszeile (1901/02)                                                    | G   | Armandweg 11 / Weissensteinstrasse 73, 75 / Steinauweg 22 599306 / 198535                                                                            | |
| 913; 914                                                                                                | BW   | Datei hochladen                                                               | Doppelwohnhaus (1901/02)                                                           | G   | Bürkiweg 19, 21 599482 / 198668 | |
| 923 | BW   | Datei hochladen                                                               | Wohnhaus mit Garagenanbau (1902)                                                   | G   | Holzikofenweg 24 599765 / 198388 | |
| 926; 927; 928; 929                                                                                      | ja   | Datei hochladen                                                               | Wohnhauszeile (1902/03)                                                            | G   | Balmweg 11 / Beaumontweg 36, 38 / Seftigenstrasse 20 599471 / 198551                                                                                 | |
| 933 | BW   | Datei hochladen                                                               | Mehrfamilienhaus (1902/03)                                                         | G   | Südbahnhofstrasse 2 599464 / 198411 | |
| 941 | BW   | Datei hochladen                                                               | Ladenpavillon (1950)                                                               | G   | Seftigenstrasse 16 599493 / 198582 | |
| 945; 946; 947; 948; 949; 950; 951; 952                                                                  | BW   | Datei hochladen                                                               | Reihenmehrfamilienhäuser (1902/03)                                                 | G   | Werdtweg 3, 5, 5a, 7, 7a, 9, 9a, 11 599327 / 198668                                                                                                  | |
| 959; 960                                                                                                | ja   | Datei hochladen                                                               | Doppelmehrfamilienhaus (1902)                                                      | G   | Monbijoustrasse 95, 97 599833 / 198578 | |
| 965; 966; 967; 968; 969                                                                                 | ja   | Datei hochladen                                                               | Reihenmietshäuser (1903/04)                                                        | G   | Eigerstrasse 44, 46, 48, 50 / Monbijoustrasse 80 599757 / 198746                                                                                     | |
| 972; 975                                                                                                | BW   | Datei hochladen                                                               | zwei Mehrfamilienhäuser mit Bahnhofrestaurant (1903/04)                            | G   | Chutzenstrasse 28, 30 599365 / 198356 | |
| 976 | BW   | Datei hochladen                                                               | Reihenmehrfamilienhaus (1904)                                                      | G   | Südbahnhofstrasse 6 599429 / 198386 | |
| 977 | BW   | Datei hochladen                                                               | Reihenmehrfamilienhaus (1904)                                                      | G   | Südbahnhofstrasse 4 599439 / 198391 | |
| 986; 987                                                                                                | BW   | Datei hochladen                                                               | Mehrfamilienhäuser (1904–1907)                                                     | G   | Südbahnhofstrasse 8, 10 599401 / 198366 | |
| 989; 990; 991; 992                                                                                      | BW   | Datei hochladen                                                               | Reiheneinfamilienhäuser (1904/05)                                                  | G   | Sulgenheimweg 3, 5, 7, 9 599740 / 198701 | |
| 995 | ja   | Datei hochladen                                                               | Mehrfamilienhaus (1905)                                                            | G   | Weissensteinstrasse 120 599442 / 198431 | |
| 996; 997; 998; 999; 1000; 1001; 1002; 1003; 1004 / 1030; 1031; 1032; 1033; 1034; 1035; 1036; 1037; 1038 | BW   | Datei hochladen                                                               | Zwei Blockrandbebauungen (1905)                                                    | G   | Dapplesweg 1, 2 / Holzikofenweg 1, 3, 5, 7 / Morellweg 4, 6, 8, 10, 12 / Seftigenstrasse 25, 27, 29, 29a / Weissenbühlweg 2, 4, 6, 8 599550 / 198507 | |
| 1005; 1006; 1007; 108                                                                                   | BW   | Datei hochladen                                                               | Mehrfamilienhausreihe (1904/05)                                                    | G   | Dapplesweg 11, 15, 17 / Morellweg 5 599616 / 198509                                                                                                  | |
| 1011 | BW   | Datei hochladen                                                               | Mehrfamilienhaus (1905/06)                                                         | G   | Weissenbühlweg 10 599605 / 198536 | |
| 1012; 1013                                                                                              | BW   | Datei hochladen                                                               | Doppelmehrfamilienhaus (1905/06)                                                   | G   | Weissenbühlweg 12, 14 599631 / 198527 | |
| 1017 | BW   | Datei hochladen                                                               | Villa Zingg (1905)                                                                 | G   | Sandrainstrasse 50 600254 / 198321 | |
| 1018 | ja   | Datei hochladen                                                               | Werkstatt- und Fabrikationsgebäude (1899)                                          | G   | Sandrainstrasse 3b 600279 / 198802 | |
| 1019; 1020; 1021                                                                                        | BW   | Datei hochladen                                                               | Mehrfamilienhäuser (1905)                                                          | G   | Dapplesweg 12 / Holzikofenweg 11 / Morellweg 9 599598 / 198476                                                                                       | |
| 1022; 1023; 1024                                                                                        | BW   | Datei hochladen                                                               | Reiheneinfamilienhäuser (1906/07)                                                  | G   | Sulgenheimweg 15, 17, 19 599748 / 198641 | |
| 1028 | BW   | Datei hochladen                                                               | Wohnhaus (1907/08)                                                                 | G   | Sulgenauweg 15 599684 / 198640 | |
| 1044; 1045; 1046; 1047; 1078; 1079; 1080                                                                | ja   | Datei hochladen                                                               | Reihenmietshäuser (1907–1909)                                                      | G   | Holzikofenweg 18 / Rosenweg 10, 12, 14, 16, 18, 20 599682 / 198400                                                                                   | |
| 1070 | ja   | Datei hochladen                                                               | Villa (1911)                                                                       | G   | Friedheimweg 19 599966 / 198309 | |
| 1081 | ja   | Datei hochladen · Wikidata zu Ehemalige Ryff-Fabrik (Q110753107)              | Ehemalige Ryff-Fabrik (1890–1914)                                                  | G   | Sandrainstrasse 3 600307 / 198822 | |
| 1091; 1092; 1117; 1139                                                                                  | ja   | Datei hochladen                                                               | Reihenmietshäuser (1910)                                                           | G   | Balmweg 21, 23, 25 / Weissensteinstrasse 93 599436 / 198486                                                                                          | |
| 1102 ff.                                                                                                | BW   | Datei hochladen                                                               | Mehrfamilienhäuser (1910)                                                          | G   | Steinauweg 28, 30 / Weissensteinstrasse 96–98 599295 / 198509                                                                                        | |
| 1106 | ja   | Datei hochladen                                                               | Villa (1919)                                                                       | G   | Monbijoustrasse 125 599890 / 198239 | |
| 1109; 1110; 1111; 1112; 1113                                                                            | BW   | Datei hochladen                                                               | fünf Reihenmietshäuser (1911/12)                                                   | G   | Weissenbühlweg 29, 29a, 29b, 29c, 29d 599774 / 198511                                                                                                | |
| 1118; 1119; 1120                                                                                        | BW   | Datei hochladen                                                               | drei Mehrfamilienhäuser (1910/11)                                                  | G   | Bürkiweg 2, 4, 6 599337 / 198726 | |
| 1126 | ja   | Datei hochladen · Wikidata zu Villa Stucki (Q133307054)                       | Villa Stucki (1885/86)                                                             | G   | Seftigenstrasse 11 599557 / 198693 | |
| 1131; 1132                                                                                              | BW   | Datei hochladen                                                               | Mehrfamilienhäuser (1912)                                                          | G   | Beaumontweg 11, 13 599346 / 198629 | |
| 1167 | BW   | Datei hochladen                                                               | Villa (1911/12)                                                                    | G   | Mayweg 5 599554 / 198658 | |
| 1133; 1134                                                                                              | ja   | Datei hochladen                                                               | Doppelmietshaus (1911/12)                                                          | G   | Eigerstrasse 54, 56 599822 / 198727 | |
| 1170 | ja   | Datei hochladen                                                               | Verwaltungsgebäude (1973–1979)                                                     | G   | Eigerstrasse 65 599977 / 198763 | |
| 1250; 1251; 1252; 1253; 1254                                                                            | BW   | Datei hochladen                                                               | Fünfteiliges Reihenmietshaus (1924/25)                                             | G   | Scheuermattweg 6, 8, 10, 12, 14 599876 / 198615 | |
| 1396 | BW   | Datei hochladen                                                               | Wohnhaus (frühes 18. Jh.)                                                          | G   | Weissensteinstrasse 53 599123 / 198700 | |
| 1396 | BW   | Datei hochladen                                                               | Scheune (1726)                                                                     | G   | Weissensteinstrasse 53a 599083 / 198706 | |
| 1418; 1419; 1420; 1421                                                                                  | BW   | Datei hochladen                                                               | Zweifamilienhausreihe (1904)                                                       | G   | Lentulusstrasse 48, 50, 52, 54 599094 / 198754 | |
| 1518 | BW   | Datei hochladen                                                               | Villenartiges Dreifamilienhaus (1908)                                              | G   | Fischermättelistrasse 24 598341 / 198829 | |
| 1581 | BW   | Datei hochladen                                                               | Äusseres Sulgenbachgut (1650)                                                      | G   | Brunnmattstrasse 50 599037 / 199058 | |
| 1609 | BW   | Datei hochladen                                                               | Pfarrhaus Friedenskirche (1917–1920)                                               | G   | Kirchbühlweg 23 598840 / 198930 | |
| 1635 | BW   | Datei hochladen                                                               | Wohnhaus mit Werkstatt (1915/16)                                                   | G   | Wagnerstrasse 11 598932 / 199205 | |
| 1636 | BW   | Datei hochladen                                                               | Turnhalle (1918)                                                                   | G   | Munzingerstrasse 10 598712 / 198847 | |
| 1637 | BW   | Datei hochladen                                                               | Schulhaus Munzinger (1917/18)                                                      | G   | Munzingerstrasse 11 598719 / 198886 | |
| 1643 | BW   | Datei hochladen                                                               | Mehrfamilienhaus (1916)                                                            | G   | Cäcilienstrasse 14 599072 / 198900 | |
| 1667; 1668; 1669                                                                                        | BW   | Datei hochladen                                                               | Einfamilienhausreihe (1917)                                                        | G   | Lentulusstrasse 29 / Niggelerstrasse 15, 17 599026 / 198847                                                                                          | |
| 1686 ff.                                                                                                | BW   | Datei hochladen                                                               | Wohnhäuser Siedlung Weissenstein (1919–1921)                                       | G   | Bridelstrasse 598858 / 198423 | |
| 1687 ff.                                                                                                | BW   | Datei hochladen                                                               | vier Doppelmehrfamilienhäuser (1929–1931)                                          | G   | Martiweg 9–17, 10–16 598773 / 198479 | |
| 1705 | BW   | Datei hochladen                                                               | Doppeleinfamilienhaus (1920–1923)                                                  | G   | Kirchbergerstrasse 19–37, 20–30 598572 / 198680 | |
| 1719 ff.                                                                                                | BW   | Datei hochladen                                                               | vier Reiheneinfamilienhauszeilen (1919–1922)                                       | G   | Sonneggring 3–19 598530 / 198630 | |
| 1744; 1745; 1746; 1747; 1748; 1749 / 1750; 1751; 1752; 1753; 1754; 1755                                 | BW   | Datei hochladen                                                               | zwei Reiheneinfamilienhauszeilen (1919–1922)                                       | G   | Bridelstrasse 20, 22, 24, 26, 28, 30, 32, 34, 36, 38, 40, 42 598603 / 198747                                                                         | |
| 1768; 1774; 1775; 1776                                                                                  | BW   | Datei hochladen                                                               | Einfamilienhausreihe (1921)                                                        | G   | Friedensstrasse 3, 5, 7 / Kirchbühlweg 27 598846 / 199012                                                                                            | |
| 1767; 1771; 1772; 1773                                                                                  | BW   | Datei hochladen                                                               | Einfamilienhausreihe (1921)                                                        | G   | Kirchbühlweg 15, 17, 19, 21 598877 / 198982 | |
| 1790 ff.                                                                                                | BW   | Datei hochladen                                                               | vier Mehrfamilienhausreihen (1922/23)                                              | G   | Dietlerstrasse 10-14 / Rohrweg 6-10 / Sonneggring 6–16 598478 / 198657                                                                               | |
| 1943 | BW   | Datei hochladen                                                               | Abdankungshalle Bremgartenfriedhof (1955)                                          | G   | Murtenstrasse 49, 51, 55, 55a 598867 / 199886 | |
| 1943 | BW   | Datei hochladen                                                               | Aufbahrungshalle Bremgartenfriedhof (1963/64)                                      | G   | Weyermannstrasse 1a 598349 / 199849 | |
| 1946 | BW   | Datei hochladen                                                               | Primarschule Friedbühl (1879/80)                                                   | G   | Friedbühlstrasse 11 598899 / 199801 | |
| 1962 | ja   | Datei hochladen                                                               | Inselspital Wilhelm-Fabry-Haus (1951–1953)                                         | G   | Freiburgstrasse 37 598658 / 199416 | Bis Mitte 2023 Anna-Seiler-Haus, ab Mitte 2023 Wilhelm-Fabry-Haus                                                            |
| 1962 | ja   | Datei hochladen                                                               | Augenklinik Inselspital (1905–1908)                                                | G   | Rosenbühlgasse 12 599056 / 199662 | |
| 1962 | BW   | Datei hochladen                                                               | Bakteriologisches Institut Inselspital (1896/97)                                   | G   | Friedbühlstrasse 51 598751 / 199651 | |
| 1962 | BW   | Datei hochladen                                                               | Ehemaliges Kädereggengut (um 1790)                                                 | G   | Bela-von-Thun-Weg 1 598766 / 199566 | |
| 1962 | BW   | Datei hochladen                                                               | Ehemaliges Landgut Donnerbühl (Ende 18. Jh.)                                       | G   | Freiburgstrasse 31 598872 / 199525 | |
| 1962 | BW   | Datei hochladen                                                               | Imhoof-Pavillon B Inselspital (1895)                                               | G   | Inselmattgasse 9 598877 / 199518 | |
| 1962 | BW   | Datei hochladen                                                               | Sahli-Haus Inselspital (1881–1884)                                                 | G   | Rosenbühlgasse 15 598986 / 199665 | |
| 1984 | BW   | Datei hochladen                                                               | Villa (1897/98)                                                                    | G   | Freiburgstrasse 2 599137 / 199654 | |
| 2062 | BW   | Datei hochladen                                                               | Pförtnerhaus Schloss Holligen (17./18. Jh.)                                        | G   | Holligenstrasse 2 598583 / 199255 | |
| 2136 | BW   | Datei hochladen                                                               | Filteranlage Reservoir Könizberg (1951–1954)                                       | G   | Holligenstrasse 150 597901 / 197791 | |
| 1765; 1766; 2171                                                                                        | ja   | Datei hochladen                                                               | Campagne Weissensteingut (18. Jh.)                                                 | G   | Hauensteinweg 12, 14, 16 / Rickenweg 17, 17a 598615 / 198584                                                                                         | |
| 2240 | BW   | Datei hochladen                                                               | drei Reihenhauszeilen (1919–1921)                                                  | G   | Bridelstrasse 82–96 / Dietlerstrasse 34-52 / Kirchbergerstrasse 55-81 598845 / 198655                                                                | |
| 643; 2502; 2533; 2555                                                                                   | BW   | Datei hochladen                                                               | Reihenmietshäuser (1931/32)                                                        | G   | Schwarztorstrasse 1, 3 / Sulgeneckstrasse 36, 38 599904 / 199033                                                                                     | |
| 2505 | ja   | Datei hochladen · Wikidata zu Steinhölzlibrunnen (Q56636226)                  | Steinhölzlibrunnen (1869)                                                          | K   | Schwarzenburgstrasse NN 599362 / 199252 | |
| 2543 | BW   | Datei hochladen                                                               | Kindergarten mit Turnhalle (1947/48)                                               | G   | Brückenstrasse 70 600006 / 199015 | |
| 2690 | BW   | Datei hochladen                                                               | Alters- und Pflegeheim Steigerhubel (1986–1988)                                    | G   | Freiburgstrasse 90 / Steigerhubelstrasse 71 598008 / 199371                                                                                          | |
| 2856 | BW   | Datei hochladen                                                               | Atelier (1954)                                                                     | G   | Goumoënstrasse 58 599360 / 198036 | |
| 2936 | BW   | Datei hochladen                                                               | Einfamilienhaus (1944)                                                             | G   | Holligenstrasse 102 598188 / 198802 | Vom Architekten Hans Brechbühler 1944 errichteter Ständerbau der damals trendigen, skandinavischen Holzbauweise verpflichtet |
| 2963 | BW   | Datei hochladen                                                               | Ehemaliges Molkereigebäude (1907)                                                  | G   | Konsumstrasse 20 599014 / 199183 | |
| 3264; 3265; 3266                                                                                        | BW   | Datei hochladen                                                               | drei Wohn- und Geschäftshäuser (1911/12)                                           | G   | Laupenstrasse 4, 6, 8 599848 / 199595 | |
| 3286 | BW   | Datei hochladen                                                               | Wohngebäude (1909)                                                                 | G   | Murtenstrasse 46 598976 / 199874 | |
| 3320 | BW   | Datei hochladen                                                               | Lentulusgrab (1787/89)                                                             | K   | Monreposweg NN 598939 / 198519 | |
| 3336 | ja   | Datei hochladen                                                               | Betriebszentrale und Pumpwerk Schönau (1949/50)                                    | G   | Lindenauweg 10 600581 / 198051 | |
| 3368 | BW   | Datei hochladen                                                               | Campagne Schlössligut (1790)                                                       | G   | Schlösslistrasse 29 599220 / 199481 | |
| 3448 | ja   | Datei hochladen · Wikidata zu Schönausteg (Q2258722)                          | Schönausteg (1906)                                                                 | G   | Schönausteg 600557 / 198140 | |
| 3628 | BW   | Datei hochladen                                                               | Büro- und Verwaltungsgebäude (1969–1972)                                           | G   | Schwarztorstrasse 61 / Zieglerstrasse 35 599362 / 199252                                                                                             | Von 1969 bis 1972 erbautes Bürogebäude von Architekt Frank Geiser                                                            |
| 3786 | ja   | Datei hochladen · Wikidata zu Strassenbrücke Weissensteinstrasse (Q119855526) | Weissensteinbrücke (1938)                                                          | G   | Weissensteinbrücke 597895 / 199008 | Sichtbetonbrücke von Ingenieur Robert Maillart                                                                               |
| 3865 | ja   | Datei hochladen · Wikidata zu Münzstattbrunnen (Q56527655)                    | Platzanlage mit Transformatorenstation und Brunnenanlage (1912–1915)               | G   | Schwarztorstrasse 62 599344 / 199298 | |
| 3975 | BW   | Datei hochladen                                                               | Pächterhaus Beaumontgut (1894/95)                                                  | G   | Seftigenstrasse 6a 599418 / 198749 | |
| 3987 | BW   | Datei hochladen                                                               | Schulhaus Marzili (1949–1952)                                                      | G   | Brückenstrasse 71–73 600147 / 198979 | |